# Olav Molenaar
Olav Molenaar (Zaanstad, 28 de março de 1999) é um remador neerlandês.

## Carreira
De Zaandam, ele começou a remar em seu clube local ZZV Zaandam ainda jovem. Mais tarde, ele se mudou para Het Spaarne. Seu pai Johan, sua mãe Joy e sua irmã Myrrith são todos membros ativos do clube Zaanse. Ele frequentou a Universidade da Califórnia em Berkeley. Ele ganhou uma medalha de prata no quatro sem timoneiro no Campeonato Europeu de Remo de 2023 em Bled e no oito com no Campeonato Mundial do mesmo ano.
Nos Jogos Olímpicos de Verão de 2024, em Paris, conquistou a medalha de prata na competição do oito com masculino ao lado de Ralf Rienks, Sander de Graaf, Ruben Knab, Gert-Jan van Doorn, Jacob van de Kerkhof, Jan van der Bij, Mick Makker e Dieuwke Fetter, com o tempo de 5:23.92.